# Waard
Waard (o weerd) è un'antica parola olandese che indica un territorio pianeggiante circondato da corsi d'acqua e protetto da questi da dighe. Queste due specifiche caratteristiche fanno differire il waard da una qualsiasi altra isola fluviale.
Il nome waard risale al XII secolo ed era specificatamente utilizzato nella regione del delta del Reno, della Mosa e della Schelda. Alcuni grandi waard sono l'Alblasserwaard, il Bommelerwaard, il Krimpenerwaard, il Lopikerwaard, il Tielerwaard e l'Hoeksche Waard.
Il Groote of Hollandsche Waard fu completamente distrutto con l'inondazione di Santa Elisabetta del 1421.
Numerosi nomi di località del Belgio e dei Paesi Bassi che si riferiscono a un waard hanno come suffisso la parola -waard, -weerd o -weert.